# Bully (videohra)
Bully je kontroverzní akční adventura z roku 2006, kterou vyvinula společnost Rockstar Vancouver a vydala Rockstar Games. Byla vydána 17. října 2006 pro PlayStation 2. Remasterovaná verze hry s podtitulem Scholarship Edition byla vyvinuta společností Mad Doc Software a vydána v roce 2008 pro Xbox 360, Wii a Windows. Vydání pro PlayStation 4 bylo dostupné v březnu 2016 prostřednictvím sítě PlayStation Network. Aktualizovaná verze Scholarship Edition s názvem Anniversary Edition byla vyvinuta společností War Drum Studios a vydána pro Android a iOS v prosinci téhož roku.

## Hratelnost
Hra je z pohledu třetí osoby, obsahuje otevřený svět, který lze procházet pěšky, na skateboardu, koloběžce, kole nebo motokáře. Hra je dostupná jako singleplayer i jako multiplayer.

## Příběh
Příběh se odehrává ve fiktivním městečku Bullworth a sleduje mladistvého delikventa Jamese „Jimmyho“ Hopkinse, který je na rok nedobrovolně zařazen do internátní školy Bullworth Academy. Snaží se v rámci školního systému stoupat v žebříčku, aby učinil přítrž šikaně.

## Ohlasy a recenze
Očekávané násilí a sexuální obsah byly zpočátku kontroverzní. Hra se dočkala pozitivních recenzí, v nichž byly chváleny mise, příběh, vývoj postav a soundtrack. Kritizována byla hlavně mediální prezentace hry a herní bugy.
Původní verze hry Bully se prodalo více než 1,5 milionu kopií. Videohra získala řadu světových ocenění.